# من به عشق نیاز دارم ۲
من به عشق نیاز دارم ۲ (به انگلیسی: I Need Romance 2012) سریالی با ژانر عاشقانه، کمدی می‌باشد که در سال ۲۰۱۲ به کاگردانی Young-وو،لی جانگ هیو و نویسندگی جانگ هیون جانگ از شبکه تی‌وی‌ان کره با بازی کیم جی سوک و کیم جی وو پخش شد و توانست رتبه ۷٫۳ از ۱۰ را بین بینندگان خود به دست بیاورد و همین امر باعث ساخت قسمت سوم این سریال یعنی من به عشق نیاز دارم ۳ شد.

## خلاصه داستان
داستان در مورد کار و عشق زنان شهر است. در این درام زیبا، «یونگ یو» دچار سکته قلبی می‌شود، کسی که در یک مثلث عشقی گرفتار می‌شود، بین دوست قدیمیش «یون سوک هیون» و دوست جدیدش «هونی شین جی هون». این سریال زیبا فصل دوم من به عشق نیاز دارم است، اما سری جدیدش با بازیگران و شخصیت‌های جدیدی آغاز می‌شود.

## بازیگران
- جونگ یو می در نقش جو یئول مائه[۱]
- لیی جین ووک در نقش یون سئوک هیون
- کیم جی سئوک در نقش شین جی هوون[۲]
- کیم جی وو در نقش سان جائه کیونگ
- کانگ یه سول در نقش وو جی هی
- کیم یه وون در نقش کانگ نا هیون
- این گیون جین در نقش هانگ جون مین
- گونگ جانگ هاوان در نقش لیی جانگ وو
- هئو تائه هیی در نقش کیم تائه هوو
- جونگ گیو وون (cameo)
- یوون سونگ هو (cameo)
- چویی سونگ هیون در نقش کانگ هیون جوو (cameo)
- ها یئون جوو در یون کانگ هه (cameo)
- کیم هیونگ می در نقش کیم دئوک سوک (cameo)
- کیم سائه رون در نقش یون گی هون (cameo)